# Silfver (musikalbum)
Silfver är den svenska folkmusikgruppen Silfvers självbetitlade debutalbum, utgivet 2012 på skivbolaget Dimma.

## Låtlista
1. "Ena tocka däka" - 4:16 (trad. arr. Johan Hedin)
2. "Turturpolskan" - 2:32 (trad. arr. Johan Hedin)
3. "Hemiolen" - 3:16 (trad. arr. Pelle Björnlert, Johan Hedin & Sven Åberg)
4. "Styrlander" - 2:53 (Johan Hedin/Olof Styrlander arr. Johan Hedin)
5. "Narvamarschen" - 2:01 (trad. arr. Pelle Björnlert)
6. "Mejapolskan" - 2:52 (Pelle Björnlert)
7. "Menuett solo" - 2:22 (trad. arr. Sven Åberg)
8. "Gaelisk visa" - 4:16 (trad. arr. Pelle Björnlert & Johan Hedin)
9. "Sinder" - 2:01 (Pelle Björnlert)
10. "Polsness" - 1:40 (trad. arr. Johan Hedin)
11. "Wrigstad" - 1:53 (trad. arr. Johan Hedin)
12. "Springdance" - 1:22 (Pelle Björnlert)
13. "Prins Egeni March" - 2:29 (trad. arr. Johan Hedin)
14. "Blidström" - 1:56 (trad. arr. Johan Hedin)
15. "Långdanser" - 4:43 (trad. arr. Pelle Björnlert, Johan Hedin & Sven Åberg)
16. "Blårocken" - 2:38 (trad. arr. Pelle Björnlert)
17. "Menuett kvartett" - 2:15 (trad. arr. Johan Hedin)
18. "I hela naturen" - 2:48 (trad. arr. Johan Hedin)
19. "Trästad" - 4:21 (trad. arr. Pelle Björnlert & Johan Hedin)
20. "Tyska klockorna" - 2:06 (trad. arr. Johan Hedin)
21. "Fanfarpolskan" - 2:24 (Pelle Björnlert)

## Medverkande

### Musiker
- Pelle Björnlert - fiol, viola
- Johan Hedin - tenornyckelharpa, soprannyckelharpa
- Nora Roll - viola da gamba
- Sven Åberg - 13-körig barockluta, låtluta, barockgitarr

### Övriga
- Pelle Björnlert - producent
- Lars Hallström - foto
- Johan Hedin - producent, tekniker, mixning
- Magnus Holmström - producent, tekniker
- Eva Karlsson - omslag
- Bridget Marsden - översättning
- Claes Persson - mastering

## Mottagande
Silfver snittar på 4,2/5 på Kritiker.se, baserat på tre recensioner.
Dagens Nyheters Sara Norling utdelade betyget 4/5 och skrev "Enbart skivans tacklista är en knorr i sig, med nickar till tidiga låtsamlare som bondsonen Andreas Höök eller den karolinske oboisten Gustaf Blidström. Men Hedin och Björnlert bidrar båda även med egna låtar som smärtfritt faller in i idiomet. Resultatet är smittande spelmansmusik, om än på ovanligt spröd och lite gammaldags sirlig grund."
Svenska Dagbladet gav skivan betyget 5/6. Recensenten Kalle Tiderman skrev "Ur det gamla materialet skapas ett fritt och sökande gruppspel som eggar fantasin."
Upsala Nya Tidning betygsatte albumet 4/5. Tidningens recensent Ulf Gustavsson avslutade recensionen med orden "Inte minst ger instrumentkombinationerna med viola da gamba och luta till Hedins och Björnlert spelmansdriv en alldeles unik klangväv i dessa skickliga musikers händer. Det är som att de upptäcker flera av låtarna för första gången, med exotisk doft av 1700-tal och även gaelisk visa."

### Fotnoter
1. 1 2  Tiderman, Kalle (5 juni 2012). ”Silfver”. Svenska Dagbladet. http://www.svd.se/kultur/musik/silfver_7253943.svd. Läst 7 juni 2012.
2. ↑  ”Silfver”. Kritiker.se. http://www.kritiker.se/skivor/silfver/silfver/. Läst 28 juni 2012.
3. ↑  Norling, Sara (20 juni 2012). ”Silfver”. Dagens Nyheter. http://www.dn.se/kultur-noje/skivrecensioner/silfver-silfver. Läst 28 juni 2012.
4. ↑  Gustavsson, Ulf (27 juni 2012). ”Silfver”. Upsala Nya Tidning. http://www.unt.se/kultur/skivor/nya-album-1782021.aspx. Läst 28 juni 2012.